# Coptopteryx argentina
Coptopteryx argentina är en bönsyrseart som beskrevs av Hermann Burmeister 1864. Coptopteryx argentina ingår i släktet Coptopteryx och familjen Mantidae. Inga underarter finns listade i Catalogue of Life.